# I Knew You Were Waiting (For Me)
I Knew You Were Waiting (For Me) -En español: Sabía que estabas esperando (Por mí)- es un sencillo de la cantante estadounidense Aretha Franklin, interpretada a dúo con el cantante británico George Michael. La canción fue el tercer sencillo del álbum de Aretha Franklin, Aretha de 1986. 
La canción llegó al primer lugar en las listas británicas y estadounidenses, representando un éxito para las carreras de ambos artistas.

## Crítica y recepción
La canción fue un proyecto extraordinario que ayudó a Michael a lograr su ambición de cantar con una de sus artistas favoritas, y alcanzó el número uno tanto en el UK Singles Chart como en el Billboard Hot 100. La canción fue, sorprendentemente, el primer y único éxito número uno de Franklin, en el Reino Unido, y solo se logró el lugar cuarto de la lista de los diez primeros en el país desde "I Say a Little Prayer", casi dos décadas antes. Este fue también el último de los dieciocho Top 10 hits en el Billboard Hot 100 de Franklin. 
Para Michael, se convirtió por tercera vez consecutiva número uno en el Reino Unido desde su carrera en solitario, después de "Careless Whisper" en 1984 (aunque en realidad era un sencillo de Wham!, del álbum Make It Big) y "A Different Corner" en 1986 (aunque en realidad era un sencillo de Wham!, del álbum Music from the Edge of Heaven). Sin embargo, como la canción fue un dúo, a él no se le concedió el mismo estatus o nivel de felicitación como Gerry & The Pacemakers o Frankie Goes to Hollywood, los dos únicos artistas que han logrado con anterioridad el número uno con sus primeros tres lanzamientos. El éxito anterior de Michael (con Wham!, que incluyó cuatro número uno más) fue también un factor de riesgo por el logro.
Este sencillo fue el primero que Michael había grabado (como artista principal) que no había escrito él mismo. El coguionista, Simon Climie, era desconocido en el tiempo, aunque más tarde tuvo éxito como intérprete con Climie Fisher en 1988.
El continuo camino de los grandes éxitos del Reino Unido terminó para Michael a partir de entonces, con su próximo número uno que viene en 1991 - una vez más como parte de un dúo (esta vez con Elton John) - mientras que su próximo totalmente en solitario número uno en el Reino Unido no apareció hasta 1996.
En el Billboard Hot 100 de los Estados Unidos, "I Knew You Were Waiting (For Me)" debutó en el #59, la semana del 21 de febrero de 1987, alcanzando el puesto #1 en su novena semana, 18 de abril de 1987, y permanecer allí durante dos semanas consecutivas.

### Video
La canción contó con un video para su promoción que fue lanzado en enero de 1987. En el video se muestra a Franklin y Michael cantando en habitaciones separadas por una pantalla (que es donde aparece el otro artista que no está en la habitación, respectivamente). Aretha lleva una prenda blanca y George Michael debutó con su traje de cuero y lentes, que luego de un reajuste a su pelo sería su apariencia más conocida, para la promoción de su futuro álbum Faith.
La pantalla que separa a los músicos también muestra algunos fragmentos de videos de ambos artistas en solitario y luego intercala con imágenes en movimiento extraídas de videos clásicos de los dúos estadounidenses Sonny & Cher, Marvin Gaye & Tammi Terell, e Ike & Tina Turner. Al final del video tanto Michael como Franklin comparten habitación.

### Posicionamiento en las listas
| País           | Posiciones |
| -------------- | ---------- |
| Australia      | 1          |
| Canadá         | 4          |
| Holanda        | 1          |
| Reino Unido    | 1          |
| Estados Unidos | 1          |

## Versiones
- Una versión en vivo de la canción fue incluida en el álbum Live at Fairfield Halls de Bucks Fizz en 1991.
- Una versión de "I Knew You Were Waiting (For Me)" fue grabada en 2001 por Hear'Say como el lado B de su sencillo "Everybody".
- También Michael McDonald hizo una versión en 2008 en su álbum Soul Speak. Simon Climie ha coescrito la canción y también lo produjo.